# گلیادین
گلیادین یا پرولامین یکی از دو پروتئین تشکیل‌دهندهٔ گلوتن است. گلوتن از لحاظ زیست‌شناسی و شیمی یک نوع پروتئین به رنگ قهوه ای کم‌رنگ است. گلوتن در جوانهٔ گندم و دیگر غلات یافت می‌شود. ۸۰ درصد پروتئین گندم را گلوتن تشکیل می‌دهد. گلوتن پس از سویا مهمترین پروتئین گیاهی به شمار می‌آید. گلوتن از گلیادین و گلوتلین (یا گلوتنین) تشکیل می‌شود.